# Ahoj (Bratislava)

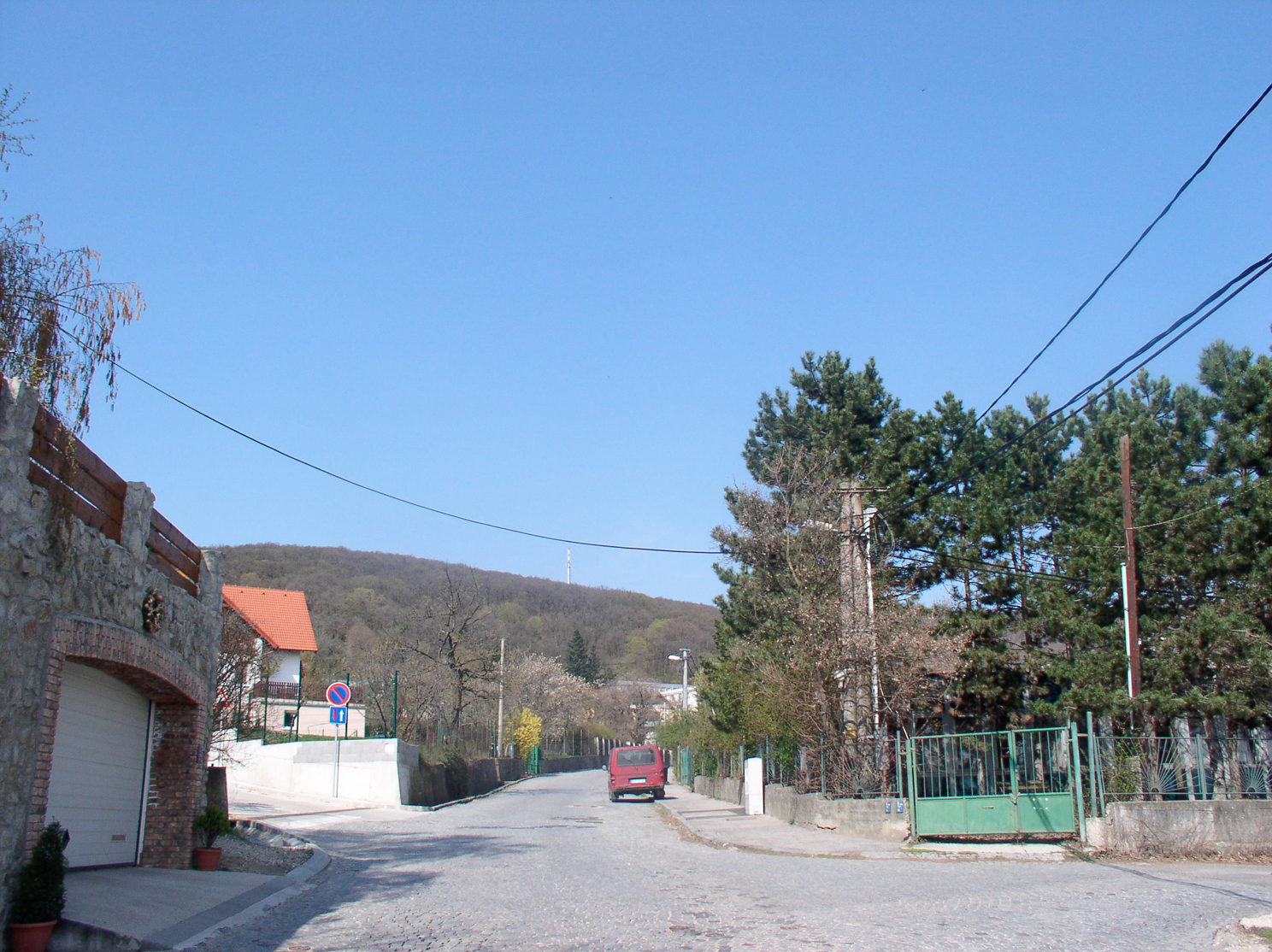
Oblast Ahoj – uprostřed Sliačská ulice, na obzoru bratislavský Lesopark Malé Karpaty

Ahoj je lokalita v Bratislavě, v městské části Nové Mesto. Je situovaná nedaleko podniku Kraft Foods Slovakia, a. s, předtím Figaro, směrem na Kamzík. Kdysi to byla vinohradská oblast, dnes se z ní stává čtvrť luxusních domů.
Lokalita získala svoje zvláštní jméno díky skautům, kteří sem chodívali v období první republiky. Mezi sebou se zdravili tehdy nezvyklým pozdravem Ahoj.